# Bulbophyllum talauense
Bulbophyllum talauense är en orkidéart som först beskrevs av Johannes Jacobus Smith, och fick sitt nu gällande namn av Cedric Errol Carr. Bulbophyllum talauense ingår i släktet Bulbophyllum och familjen orkidéer. Inga underarter finns listade i Catalogue of Life.